# 基尔卡

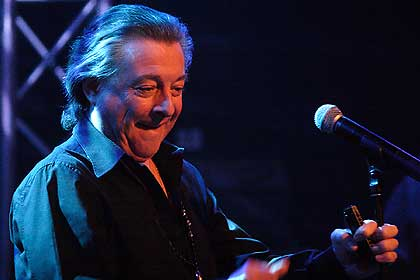
2007年基尔卡最后一次公开演出时的情景

基尔卡（芬蘭語：Kirka，1950年9月22日—2007年1月31日），本名为基里尔·巴比岑（芬蘭語：Kirill Babitzin），芬兰歌手。他是在商业上取得成功的芬兰音乐家之一，其职业生涯为1960年代末起到他去世的2007年。
基尔卡早期跟伊尔卡·利普萨宁在同一乐队里演唱，后来他独自灌制多种风格的摇滚和流行音乐。1988年发行的专辑（你从我眼中拭去悲伤）为芬兰历史最畅销的专辑之一。他代表芬兰参加了1984年歐洲歌唱大賽。

## 早年生活
基里尔·巴比岑在1950年出生于一个俄国人家庭。他的父亲来自圣彼得堡，在十月革命后逃亡至芬兰。他的母亲出生于拉彭兰塔，有部分在俄罗斯的德意志人血统。他在祖母给他一把手风琴后开始接触音乐。十岁时他赢得了一次手风琴比赛。

## 音乐生涯
他于1964年加入一个名为的乐队，并开始使用“基尔卡”这个艺名。
1967年他加入名为的乐队，并渐获声誉。该乐队由伊尔卡·利普萨宁领头，备受欢迎。基尔卡也同乐队一道录制过。不久基尔卡利用他得来的声誉开启了独唱的生涯。基尔卡自认为他与合作的成名作（瞬间袭来）为他的代表作。尽管他在1960年代末期及1970年代初期取得了一些成就，但他在1970年代后期一直经济拮据。
基尔卡代表芬兰参加了1984年歐洲歌唱大賽，并获得了第九名的成绩。四年后他以带有伤感的Schlager流行曲荣登各种流行榜。但他一直心仪摇滚乐，不以此成就为骄傲。
基尔卡获得过两次芬兰埃玛音乐奖中的最佳男歌手奖项，分别在1984年和2000年。2007年1月31日时他因外界不明的急症在家去世。他的遗孀是个珠宝设计师。

## 家庭
巴比岑兄弟姐妹中有几个也是享有成就的音乐家。1978年基尔卡与他的姐妹安娜发行了一张合唱专辑。第二年他的另外一个姐妹穆斯卡加入他们的合唱。
基尔卡的兄弟桑米（Sammy Babitzin）是深受欢迎的摇滚音乐家，他在1973年的一场车祸中丧生。他独具特色的歌曲《Daada daada》讲了一个高速开车的故事。

## 专辑
基尔卡总共发行了78张单曲及近60张专辑，包括15张珍藏版专辑。他的专辑曾达到芬兰历史上最畅销的专辑，现在排名第三。